# 新南门站
新南门站位于成都市武侯区新南路与致民路交叉口，车站沿新南路南北方向布置，是成都地铁3号线的地下岛式车站，于2016年7月31日启用。本站得名于1939年成都市在老城区南侧上莲池街和下莲池街附近的老城墙上开凿的新城门——复兴门，又称新南门。因临近复兴桥，车站以“水润成都”、“天作之合”为主题。在建设过程中的工程名为“滨江路站”。

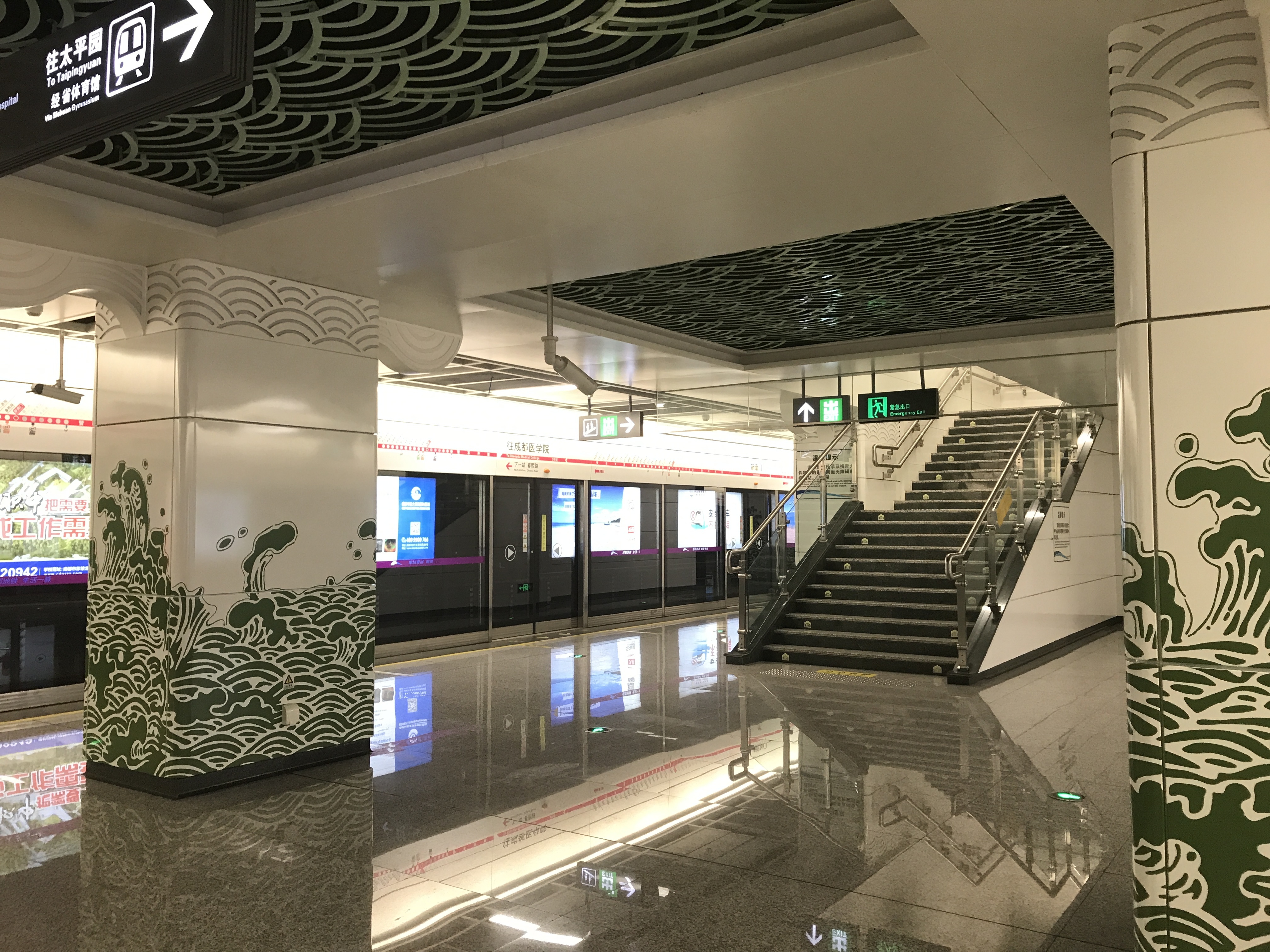
站台层体现“水”主题

## 车站结构
新南门站是一个岛式月台车站。
| 地面              | 0         | 出入口 |
| 地下一层          | 站厅      | 自助购票、客服中心                                                                                          |
| 地下二层          | 3号线站台 | \| \| \| 3号线往成都医学院（春熙路） \| \| 島式 · 開左邊车门 \| \| \| \| \| \| 3号线往双流西站（磨子桥） \| |
|                   |           | 3号线往成都医学院（春熙路）                                                                                 |
| 島式 · 開左邊车门 |           | |
|                   |           | 3号线往双流西站（磨子桥）                                                                                   |

## 车站主题
本站文化设计主题为“水润成都合璧天作之合”。
站厅上空位置设置合江亭双亭合一造型；通过色彩及纹饰营造水的效果；空间造型设计大量出现柔和的弧线；各个区域出现的水纹均为内陆水面典型的深绿色，结合同色灯光进行氛围营造；设置艺术品表现合江亭相关故事《水润成都》与《天作之合》。

### 《水润成都》
根据峨眉山、青城山、都江堰、成都平原作为核心创作元素，以地形地貌为特征来展现蜀水滋养成都平原的意境表达。整体风格画卷以润饰重彩青绿为主，着力表现巴蜀山川的厚重与灵动，生动描绘出巴蜀山川的秀丽风貌。

### 《天作之合》
根据合江亭、江岸送别、门泊东吴万里船、散花烟雨、望江楼、滨江路、水码头为核心创作元素，以烟花散雨为起点，再到望江楼、水码头、合江亭，最后到江岸送别。作品以水码头的繁忙交易和生活劳动场面，突出表现了蜀地深厚的水文化，再现了古益州的水运繁荣景象。

## 出入口
本站共设置3个出入口，B出口因13号线施工封闭。本站C、D出入口采用了特别设计，融合青砖墙体与通透的大落地玻璃墙体，体现古典与现代的气息的结合，并带有川西民居的元素。
| 编号     | 设施                    | 指示                                                 | 照片 |
| -------- | ----------------------- | ---------------------------------------------------- | ---- |
|          | 无障碍电梯 无障碍卫生间 | 新南路、十七街、临江中路、滨江中路、成都旅游集散中心 |      |
| 出口 · D |                         | 新南路、新南支路、南台路、胜利新村                   |      |

## 历史
- 2013年4月底至5月初，主体结构封顶[1]。
- 2016年7月31日，正式启用[2]。

## 公交配套
6路;21路;28路;49路;55路;62路;76路;141路;237路